# Сергей Филипенков
Сергей Филипенков е руски футболист и треньор, играещ като ляв халф или крило.
Най-известен е като футболист на ЦСКА, Москва в края на 1990-те години. Играл е мач в руския национален отбор. Поради невероятната му скорост е наричан с прозвището Електричката.

## Кариера
Започва кариерата си в Искра от родния си град Смоленск. През 1995 г. преминава в другия местен тим Кристал. Сергей прави впечатляващи игри за тима и през 1997 г. е поканен на проби от наставника на ЦСКА Москва Павел Садирин. Трансферът обаче се осъществява в началото на 1998 г. Филипенков впечатлява със своята скорост на фланга и се налага в състава като лято крило. Заедно с Владимир Кулик и Сергей Семак образуват нападателно трио, което е в основата на 12-те поредни победи на ЦСКА през втория полусезон на 1998 г. На 11 ноември 1998 г. изиграва единствения си мач за руския национален отбор. Това става в контрола с Бразилия, загубена с 1:5.
През 1999 г. Филипенков става бронзов медалист в шампионата с ЦСКА, като вкарва 6 гола в 29 мача този сезон. Общо с „червено-синята“ фланелка изиграва 100 мача в първенството и вкарва 17 гола. През 2002 г. обаче новият треньор Валери Газаев започва изграждането на нов тим и мнозина от ветераните, включтелно и Филипенков, напускат. Сергей играе година в „Черноморец“, Новороссийск, помагайки на тима да спечели промоция в Премиер лигата.
През 2003 г. Филипенков се завръща за кратко в „Кристал“, Смоленск, но тимът е в сериозна криза и халфът преминава в „Динамо“, Санкт Петербург. След това играе по сезон в „Арсенал“, Тула и казахстанския „Женис“.
Успешен е периодът на Филипенков в „Динамо“, Брянск, където е сред основните играчи в Руска Първа дивизия. От 2005 до 2007 г. записва 90 мача и вкарва 11 гола за отбора. През 2008 г. играе за „Металург“, Липецк, а последният клуб в кариерата му е „Днепър“, Смоленск.
Като треньор Филипенков е водил 2 отбора – „Днепър“, Смоленск и „Зенит“, Пенза. Води „Зенит“ до смъртта си на 15 октомври 2015 г., когато получава инфаркт по време на футболен мач на ветерани.